# Сарма (река, впадает в Байкал)
Сарма́ — река в России, протекает по территории Ольхонского района Иркутской области.
Долина реки является местом происхождения самого сильного байкальского ветра, носящего одно имя с рекой — Сарма.

## География
Длина реки — 66 км, площадь бассейна — 787 км².
Берёт начало на Приморском хребте примерно в 10 километрах к северо-западу от озера, лежащего поблизости от горы Трёхголовый Голец. В верховьях протекает по плато, в верхней трети течения преимущественно в западном направлении, далее поворачивает на юг, впадает с севера в пролив Малое Море озера Байкал. В дельте реки, на правом берегу, расположена деревня Сарма. Берега покрыты тайгой, за исключением степного 5-километрового приустьевого участка на предбайкальской низменности.

## Геология
Ущелье Сармы образовано в результате мощного провала поперёк байкальской рифтовой трещины. Дельта реки — типичный конус выноса, смотрящийся необычно большим для рек этого района.

## Притоки
В Сарму впадают:
- ручей Сухая (в 14 км от устья) — левый приток
- ручей Успан (в 18 км от устья) — правый приток
- ручей Якшал (в 22 км от устья) — правый приток
- ручей Нуган (Наган) (в 27 км от устья) — левый приток
- ручей Малая Белета (в 32 км от устья) — правый приток
- река без названия (в 45 км от устья) — правый приток
- ручей Левая Сарма — левый приток

## Данные водного реестра
Код объекта в государственном водном реестре — 16040000112116300000466.